# Futbolniy Klub Ufa
Futbolniy Klub Ufa (em russo:  ФК Уфа) é um clube de futebol da cidade de Ufa, na Rússia. Atualmente disputa a Russian Premier League.

## Historia
Durante o verão de 2010, Rustem Khamitov, o segundo presidente da República do Bascortostão, começou a considerar a criação de um clube de futebol com a intenção de representar a cidade de Ufa e também a República na Liga Russa de Futebol.
Em 23 de dezembro de 2010, o FC Ufa foi formado e passou a atuar na Liga Russa de Futebol Profissional, no terceiro nível do futebol nacional. 